# Euaspis erythros
Euaspis erythros är en biart som först beskrevs av Meunier 1890.  Euaspis erythros ingår i släktet Euaspis och familjen buksamlarbin. Inga underarter finns listade i Catalogue of Life.